# Bracia (film 2015)
Bracia – polski film dokumentalny z 2015 roku, w reżyserii Wojciecha Staronia, w rolach głównych wystąpili Alfons Kułakowski i Mieczysław Kułakowski odgrywając siebie samych.

## Fabuła
Film przedstawia historię braci Kułakowskich, którzy jeszcze jako dzieci zostali zesłani do łagru, a następnie do Kazachstanu gdzie ułożyli sobie życie. Po blisko 80 latach od zesłania na Syberię postanawiają wrócić do Polski i rozpocząć nowe życie. Jeden z nich jest artystą, drugi pragmatycznym inżynierem: pomimo różnic kochają się i wspierają, razem stają w obliczu upływu czasu i trudów życia. Aby opowiedzieć swoją historię, Wojciech Staroń regularnie odwiedzał braci i poświęcił mnóstwo czasu, aby stać się częścią ich codziennego życia. Uchwycił upływ czasu w ich życiu i ujawnił głęboką więź, jaka ich łączy.

## Obsada
Źródło: Filmweb
- Alfons Kułakowski jako on sam
- Mieczysław Kułakowski jako on sam

## Nagrody
Źródło: FilmPolski.pl
- 2015: Camerimage – Wyróżnienie Specjalne w Konkursie Pełnometrażowych Filmów Dokumentalnych
- 2015: MFF w Locarno – Nagroda Tygodnia Krytyki Filmowej
- 2015: Międzynarodowy Festiwal Filmów Dokumentalnych i Animowanych w Lipsku – Nagroda Główna „Złoty Gołąb” dla długometrażowego filmu dokumentalnego
- 2015: Międzynarodowy Festiwal Filmowy „Listapad” w Mińsku – Grand Prix dla najlepszego filmu dokumentalnego
- 2016: Nyski Festiwal Filmowy w Żytawie – Nagroda dla najlepszego filmu dokumentalnego
- 2016: Międzynarodowy Festiwal Filmów Dokumentalnych „CineDOC - Tbilisi” w Tbilisi – Nagroda Główna